# Пальна-Михайловка
Па́льна-Миха́йловка — село Становлянского района Липецкой области, административный центр Пальна-Михайловского сельсовета.

## Название
Название село получило по реке Пальне и имени первого владельца Михаила Васильевича Перваго.

## География
На противоположном берегу Пальны находится посёлок Пальна-Михайловский (бывшая центральная усадьба одноимённого совхоза). 

## История
Село известно с последней четверти XVIII века.
С конца XX века село административный центр Пальна-Михайловского сельского поселения.

## Население
| 2010 |
| ---- |
| 591  |

## Достопримечательности
В селе расположена усадьба Стаховичей — 
В 2 км к югу от Пальна-Михайловки находилась ныне исчезнувшая деревня Хрущёво-Ростовцево. А в 2 км восточнее — также исчезнувшее Хрущёво-Лёвшино, где родился М. М. Пришвин